# Mityng lekkoatletyczny Pedro’s Cup 2008

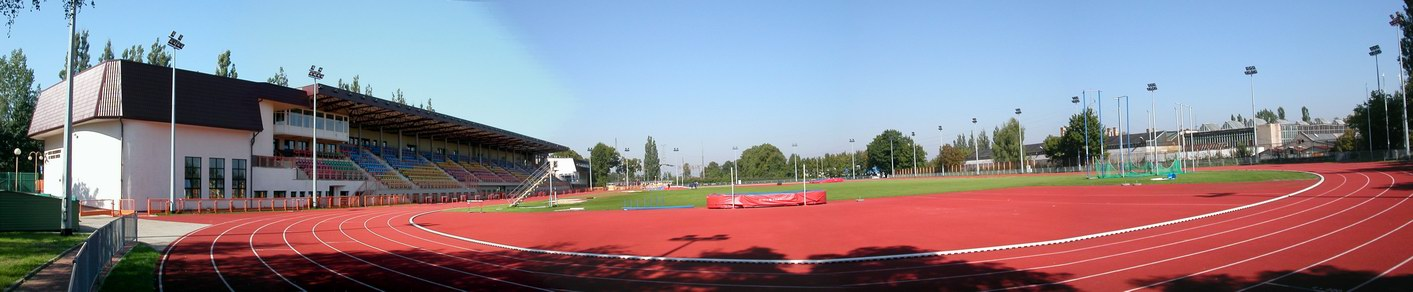
Stadion w Szczecinie

3. Mityng lekkoatletyczny Pedro’s Cup  – trzecia edycja letniego mityngu lekkoatletycznego Pedro’s Cup. Zawody odbyły się 17 września 2008 roku na stadionie lekkoatletycznym w Szczecinie.

## Rezultaty

### Kobiety

#### Bieg na 100 m
- 1. Jeanette Kwakye – 11,35 s
- 2. Mikele Barber – 11,45 s
- 3. Montell Douglas – 11,51 s
- 4. Stephanie Durst – 11,57 s
- 5. Daria Korczyńska – 11,65 s
- 6. Ewelina Klocek – 11,85 s
- 7. Dorota Jędrusińska – 11,93 s

#### Bieg na 400 m
- 1. Christine Amertil – 51,95 s
- 2. Kaliese Spencer – 52,24 s
- 3. Libania Grenot – 52,58 s
- 4. Monika Bejnar – 53,76 s
- 5. Monika Hargrove – 53,77 s
- 6. Jolanta Wójcik – 55,53 s
- 7. Iga Baumgart – 56,83 s

#### Bieg na 1500 m
- 1. Iryna Liszczynśka – 4:10,33 min
- 2. Lisa Dobriskey – 4:10,77 min
- 3. Sylwia Ejdys – 4:10,80 min
- 4. Renata Pliś – 4:12,32 min
- 5. Natalija Tobias – 4:12,44 min
- 6. Anna Jakubczak – 4:12,48 min

#### Bieg na 100 m przez płotki
- 1. Dawn Harper – 12,75 s
- 2. Aurelia Trywiańska – 12,93 s
- 3. Damu Cherry – 12,96 s
- 4. Aleksandra Antonowa – 13,58 s
- 5. Karolina Tymińska – 14,01 s
- 6. Katarzyna Rokicka – 14,48 s

#### Bieg na 400 m przez płotki
- 1. Melaine Walker – 54,55 s
- 2. Anna Jesień – 56,06 s
- 3. Zuzana Hejnová – 56,64 s
- 4. Benedetta Ceccarelli – 56,89 s
- 5. Miriam Barnes – 57,74 s
- 6. Marta Chrust-Rożej – 58,84 s

#### Skok o tyczce
- 1. Monika Pyrek – 4,60 m
- 2. Julia Gołubczikowa – 4,60 m
- 3. Swietłana Fieofanowa – 4,50 m
- 4. Joanna Piwowarska – 4,50 m
- 5. Jillian Schwartz – 4,30 m

## Rezultaty

### Mężczyźni

#### Bieg na 100 m
- 1. Asafa Powell – 9,89 s
- 2. Michael Rodgers – 10,23 s
- 3. Andrew Hinds – 10,41 s
- 4. Mikołaj Lewański – 10,41 s
- 5. Paul Hession – 10,44 s
- 6. Ainsley Waugh – 10,46 s
- 7. Łukasz Chyła – 10,48 s
- 8. Marcin Jędrusiński – 10,56 s

#### Bieg na 400 m
- 1. Marek Plawgo – 46,49 s
- 2. Marcin Marciniszyn – 46,72 s
- 3. Rafał Wieruszewski – 46,76 s
- 4. Piotr Klimczak – 46,98 s
- 5. Eric Milazar – 47,15 s
- 6. Mychajło Knysz – 47,37 s
- 7. Piotr Kędzia – 47,58 s
- 8. Richard Maunier – 47,69 s

#### Bieg na 800 m
- 1. Paweł Czapiewski – 1:46,75 min
- 2. Wilfred Bungei – 1:47,34 min
- 3. Marcin Lewandowski – 1:47,52 min
- 4. Ismael Kombich – 1:48,10 min
- 5. Adam Kszczot – 1:48,30 min
- 6. Justus Koech – 1:48,41 min
- 7. Bartosz Nowicki – 1:48,55 min

#### Bieg na 3000 m z przeszkodami
- 1. Tomasz Szymkowiak – 8:37,14 min
- 2. Mateusz Demczyszak – 8:43,20 min
- 3. Nathan Soimo – 9:00,76 min
- 4. Arkadiusz Ankiel 9:01,34 min
- 5. Łukasz Oślizło – 9:04,53 min
- 6. Maik Wollher – 9:05,80 min
- 7. Boniface Mbufi – 9:08,80 min
- 8. Artur Olejarz – 9:09,14 min

#### Bieg na 110 m przez płotki
- 1. Petr Svoboda – 13,38 s
- 2. Artur Noga – 13,44 s
- 3. Ty Akins – 13,75 s
- 4. Igor Pieriemota – 13,95 s
- 5. Dominik Bochenek – 13,96 s
- 6. Mariusz Kubaszewski – 13,99 s
- 7. Samuel Coco-Viloin – 14,06 s
- 8. Maciej Giza – 14,30 s

#### Skok wzwyż
- 1. Michał Bieniek – 2,30 m
- 2. Germaine Mason – 2,27 m
- 3. Filippo Campioli – 2,24 m
- 4. Andriej Tierieszyn – 2,18 m
- 5. Jurij Krymarenko – 2,18 m
- 6. Jamie Nieto – 2,18 m
- 7. Sylwester Bednarek – 2,18 m
- 8. Wiktor Szapował – 2,15 m
- 9. Tomáš Janků – 2,10 m
- 10. Grzegorz Sposób – 2,10 m

#### Skok o tyczce
- 1. Brad Walker – 5,60 m
- 2. Denys Jurczenko – 5,50 m
- 3. Przemysław Czerwiński – 5,50 m
- 4. Stepan Janacek – 5,40 m
- 5. Jan Kudlička – 5,20 m
- 6. Adam Kolasa – 5,20 m

#### Pchnięcie kulą
- 1. Christian Cantwell – 20,92 m
- 2. Tomasz Majewski – 20,90 m
- 3. Reese Hoffa – 20,83 m
- 4. Jakub Giża – 19,32 m
- 5. Andriej Michniewicz – 19,28 m
- 6. Pawieł Łyżyn – 19,08 m
- 7. Leszek Śliwa – 19,04 m
- 8. Dominik Zieliński – 18,95 m

#### Rzut dyskiem
- 1. Zoltán Kővágó – 67,66 m
- 2. Piotr Małachowski – 65,88 m
- 3. Märt Israel – 63,21 m
- 4. Olgierd Stański – 61,02 m
- 5. Andrzej Krawczyk – 60,20 m
- 6. Robert Urbanek – 59,16 m

#### Jazda 1500 m na wózkach[1]
- 1. Arkadiusz Skrzypiński – 2:54,64 min
- 2. Zbigniew Wandachowicz – 2:54,87 min
- 3. Robert Nowicki – 3:10,03 min
- 4. Jan Pienio – 3:10,23 min
- 5. Mariusz Gryglas – 3:11,70 min
- 6. Grzegorz Żyłkiewicz – 3:12,51 min